# 前572年
| 千纪： | 前1千纪 |
| 世纪： | 前7世纪 \| 前6世纪 \| 前5世纪 |
| 年代： | 前600年代 \| 前590年代 \| 前580年代 \| 前570年代 \| 前560年代 \| 前550年代 \| 前540年代                                                                                                  |
| 年份： | 前577年 \| 前576年 \| 前575年 \| 前574年 \| 前573年 \| 前572年 \| 前571年 \| 前570年 \| 前569年 \| 前568年 \| 前567年                                                                    |
| 纪年： | 周简王十四年 魯襄公元年 齐灵公十年 晋悼公元年 秦景公五年 宋平公四年 楚共王十九年 卫献公五年 陈成公二十七年 蔡景侯二十年 曹成公六年 郑成公十三年 燕武公二年 吴王寿梦十四年 杞桓公六十五年 |

## 大事記
- 晉悼公以韓厥為元帥聯同荀偃率領晉國軍隊及諸侯聯軍討伐鄭國，聯軍於洧上打敗鄭國，趁勝侵楚，一直打到陳國，是為洧上之戰。
- 楚共王為回應晉國及諸侯聯軍於洧上之戰大敗鄭國及入侵楚國，他派遣子辛率領楚軍救鄭國，入侵宋國呂邑和留。鄭卿子然亦率領軍隊入侵宋國，爆發鄭攻宋之戰，攻取犬丘。

## 逝世
- 周简王